# 箱館山スキー場
箱館山スキー場（はこだてやまスキーじょう）は、滋賀県高島市今津町日置前にあるスキー場である。びわこ箱館山の愛称が使用されている。
運営はマックアースより会社分割した「株式会社箱館山」が行っている（後述）。

## 歴史
箱館山スキー場は、1935年2月に旧高島郡川上村においてスキー場が発見されたことがルーツとされる。1962年、西武グループの近江鉄道が主体となり箱館山スキー場を開業、近江鉄道は箱館山にリフトと46人乗りのロープウェイ（現在の箱館山ゴンドラの元）を設置した。1993年には人工降雪機、1999年にはロープウェイを廃止し8人乗りのゴンドラに置き換えた。湖西線開業前には、今津町がスキー客の増加を見込み、1968年に日本国有鉄道（国鉄）と日本鉄道建設公団に「箱館山駅」（現在のマキノ駅付近）の開設を要望したが、計画に盛り込まれることはなかった。
スキー場来場者の減少に伴い近江鉄道の運営は2006年度に終了し、2007年度に「ジェイ・マウンテンズ・グループ」へ譲渡。2010年度に高島市マキノ町の国境高原スノーパークで運営していたマックアースが引き継ぐことになった。なお、2020年にマックアースは会社分割を行い、運営会社の「株式会社箱館山」を設立している。

## コース
詳細は、公式サイトのゲレンデ紹介を参照。
- 第2ゲレンデ
- 第3ゲレンデ
- 第4コース（A・C・D）
- ICSゲレンデ（人工造雪機によるゲレンデ）
- ちびっこゲレンデ
- キッズワールド
- クロスカントリーコース
- 歩くスキースノーシューコース

## ゴンドラ・リフト

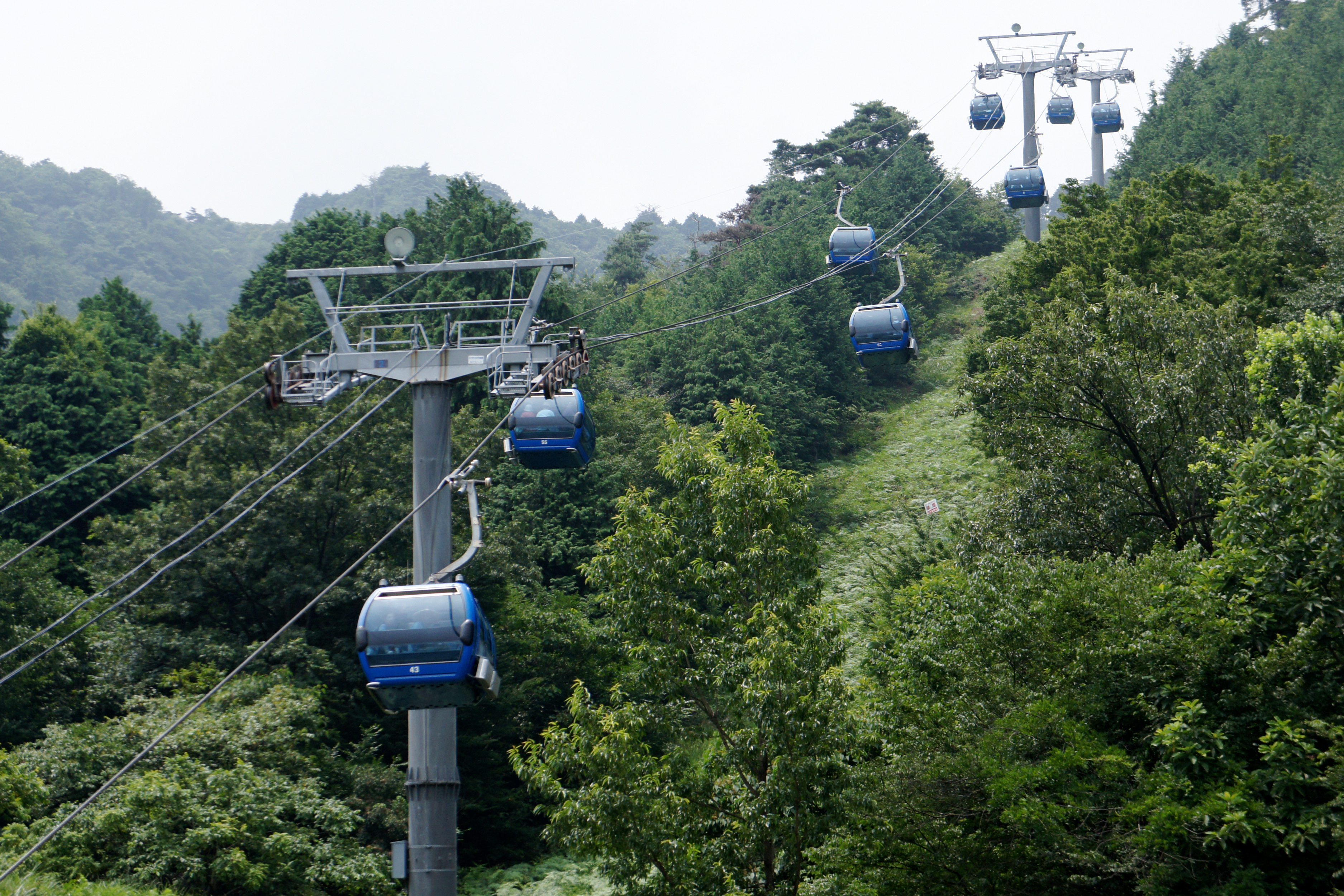
ゴンドラ（夏季）

### ゴンドラ
箱館山の山麓駅と山頂駅を結ぶゴンドラで「箱館山ゴンドラ」の愛称が付けられている。ゴンドラはスキーシーズン以外でも運行される。
- 全長（傾斜長）：1323メートル[5]
- 高低差：445メートル[5]
- 最大勾配：35度[5]
- 走行方式：単線自動循環式（時計回り）[5]
- 最高運転速度：5メートル毎秒[5]
- 所要時間：4分30秒から6分30秒[5]
- 搬器（ゴンドラ）
  - メーカー：CWA（1999年製）[5]
  - 定員：8人[5]

### リフト
全長は国土交通省近畿運輸局への届出距離。太字は現在使用されているリフトを表す。
- ペアリフト4基
  - 第2ロマンスA線(210m)
  - 第2ロマンスB線(210m)
  - 第3ロマンスリフト(203m)
  - 第4ロマンス(407m)
- シングルリフト5基（すべて休止中）[17]
  - 第1・A線(189m)
  - 第1・B線(189m)
  - 第1C線(200m)
  - 第1D線(200m)
  - 第5(297m)

## 施設
- レストラン
  - 第1ヒュッテ
  - 第2ヒュッテ
  - ゲレンデ食堂
  - からまつ小屋
- レンタル受付（スキー・スノーボード）
- スクール受付（スキー・スノーボード）
- リフト券売所
- 更衣室・ロッカー
- コインロッカー
- トイレ
- 駐車場2,000台（普通車1,000円/日）

ムスリムの観光客が増加していることから、山頂付近に祈りをささげることができる礼拝室が設置された。また、レストランではハラールに対応した料理が提供される。

## 夏期秋期営業

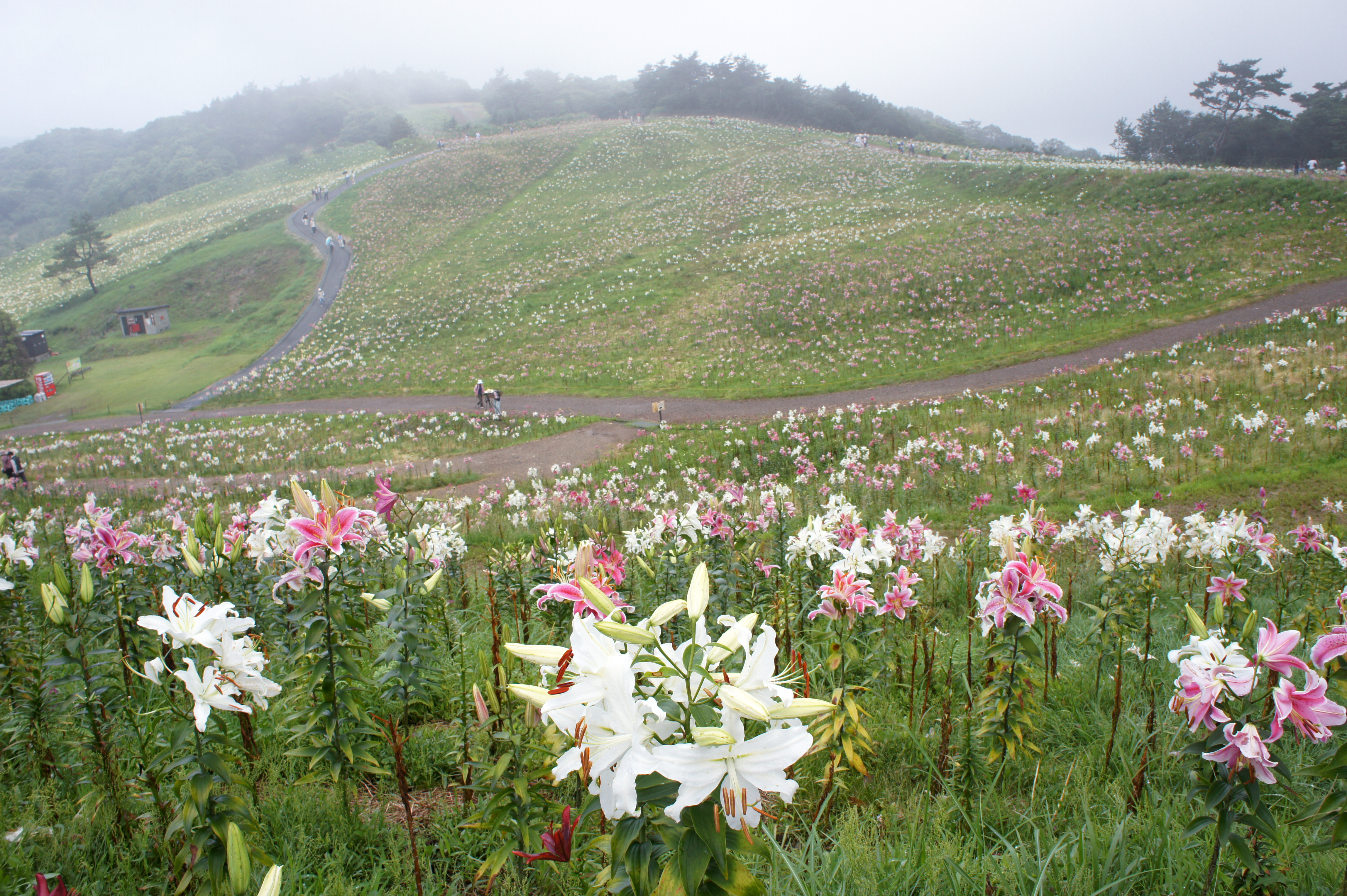
びわこ箱館山ゆり園（撮影当時）

スキーゲレンデを利用して面積約5万400平方メートルのユリ園を造成し、スキーのオフシーズンに「びわこ箱館山ゆり園」を開園している。2009年7月に開園した。夏と秋には「箱館山コキアパーク」（名称は2020年以降未使用）を開園している。2020年に箱館山ゆり園をリニューアル。ペチュニアやコキアを中心にした花畑とし、「びわこ箱館山」の名称をリニューアル開園日の同年7月18日より使用している。なお、花畑への入場は有料となっている。
2018年には、標高630メートル地点に展望デッキ「びわ湖のみえる丘」がオープン。同時に冬季営業する食堂を改修したパフェ専門店「LAMP」（ランプ）も営業を開始した。琵琶湖を一望できる景色と「LAMP」のランプ型パフェがInstagramでも話題になり、来場者数は2018年7月・8月の2か月間で前年同期より約1万3千人増となった。

## アクセス
自動車
- 名神高速道路 京都東ICより60km（湖西道路経由）。
- 北陸自動車道 木之本ICより29km。

鉄道・バス
- 西日本旅客鉄道（JR西日本）湖西線 近江今津駅より高島市コミュニティバス総合運動公園線で約20分、「箱館山」下車。